# Hāvā Nāgīlā
Hāvā Nāgīlā (in ebraico הבה נגילה‎?, lett. "rallegriamoci") è una canzone popolare ebraica.

## Storia
Ispirata ad una melodia popolare ucraina della Bucovina, la canzone è stata composta dal musicologo Abraham Zevi Idelsohn nel 1918 per celebrare la vittoria britannica in Palestina al termine della prima guerra mondiale, in occasione della Dichiarazione Balfour.
Sia il titolo che il testo sono stati traslitterati e tradotti in versioni differenti.
Nel 1983 Franco Battiato cita alcuni versi di questo brano (per la precisione Uru b'lev sameach) nella canzone Oppio, scritta per la cantante Sibilla, che la presenta al Festival di Sanremo 1983.

## Testi e melodia
| Testo in ebraico      | Traslitterazione            | Traduzione                                  |
| --------------------- | --------------------------- | ------------------------------------------- |
| הבה נגילה             | Hava naghila                | Rallegriamoci                               |
| הבה נגילה             | Hava naghila                | Rallegriamoci                               |
| הבה נגילה ונשמחה      | Hava naghila ve nis'mecha   | Rallegriamoci e siamo felici                |
|                       | (ripetere due volte)        |                                             |
| הבה נרננה             | Hava neranenah              | Cantiamo                                    |
| הבה נרננה             | Hava neranenah              | Cantiamo                                    |
| הבה נרננה ונשמחה      | Hava neranenah ve nis'mecha | Cantiamo e siamo felici                     |
|                       | (ripetere due volte)        |                                             |
| !עורו, עורו אחים      | Uru, uru achim!             | Svegliatevi, svegliatevi fratelli!          |
| עורו אחים בלב שמח     | Uru achim b'lev sameach     | Svegliatevi fratelli col cuore felice       |
|                       | (ripetere quattro volte)    |                                             |
| !עורו אחים, עורו אחים | Uru achim, uru achim!       | Svegliatevi fratelli, svegliatevi fratelli! |
| בלב שמח               | B'lev sameach               | Col cuore felice                            |